# Skabersjö slott
Skabersjö är ett slott i Skabersjö socken i Svedala kommun. För bebyggelsen kring slottet avgränsade SCB en småort 2015 kallad Skabersjö.
Skabersjö slott ligger strax söder om E65 mellan Malmö och Svedala. Slottet består av en tvåvånings huvudbyggnad och två envånings flyglar. Det ligger på en holme omfluten av kanaler. I söder utbreder sig en trädgård och parkanläggning som anlades av Adolf Barnekow på 1700-talet.

## Historia
Skabersjö skrevs under medeltiden Skaprusæ, Skabersæ och Skabersiö vilket tyder på att det legat vid en sjö. Det tillhörde släkten Passow och kom genom gifte redan på 1300-talet till släkten Ulfstand. Fru Thale Ulfstand, änka efter Poul Laxmand, sålde Skabersjö år 1600 till sin systers sonson Tage Ottesen Thott till Eriksholm, som kallades den "skånska kungen", och det har sedan med ett kort avbrott, då det under namnet Cronendahl tillhörde ätten von Fersen, tillhört hans släkt. 
En av hans ättlingar, landshövding Tage Thott, blev svensk friherre 1778. Han gjorde 1805 Skabersjö till fideikommiss. Då han 1807 blev greve, hette det i grevediplomet, att Skabersjö skall anses som Thottska ättens grevskap. Siste fideikommissarie vid Skabersjö blev löjtnanten, greve Otto Thott (1917–1980), efter vars död fideikommisset avvecklades.
Den gamla huvudbyggnaden med vallar, torn och vallgravar brändes ner 1523 av Malmöborna, eftersom Malmö belägrades av den skånska adeln som hade högkvarter vid Skabersjö. Slottet återuppbyggdes av Holger Ulfstand och var fortfarande befäst. Det nuvarande Skabersjö är i huvudsak från 1700-talet. Landshövding Tage Thott gjorde en grundlig ombyggnad 1775-1782.